# Melanocorypha
Genre
Melanocorypha est un genre d'oiseaux appartenant à la famille des Alaudidae.

## Taxonomie
La vaste étude phylogénique d'Alström et al. (2013) amène à une révision complète de la famille des Alaudidae. En conséquence, le Congrès ornithologique international (version 4.2, 2014) déplace l'espèce Alouette leucoptère (anciennement Melanocorypha leucoptera) dans ce genre Alauda où elle devient Alauda leucoptera.

## Liste des espèces
D'après la classification de référence (version 5.2, 2015) du Congrès ornithologique international (ordre phylogénique) :
- Melanocorypha bimaculata – Alouette monticole
- Melanocorypha calandra – Alouette calandre
- Melanocorypha yeltoniensis – Alouette nègre
- Melanocorypha mongolica – Alouette de Mongolie
- Melanocorypha maxima – Alouette du Tibet